# Hökagöl (Tegnaby socken, Småland)
Hökagöl är en sjö i Växjö kommun i Småland och ingår i Mörrumsåns huvudavrinningsområde.